# 大垣市墨俣地域事務所
大垣市墨俣地域事務所（おおがきしすのまたちいきじむしょ）とは、岐阜県大垣市にある公共施設。
大垣市役所の出先機関の一つであり、「大垣市役所墨俣地域事務所」「墨俣地域事務所」とも称する。

## 概要
- 2006年（平成18年）3月27日、安八郡墨俣町が大垣市に編入され、墨俣地域自治区が設置されたことにより設置された。墨俣全域（墨俣町墨俣、墨俣町上宿、墨俣町下宿、墨俣町二ツ木、墨俣町先入方、墨俣町さい川、墨俣町さい川堤外地）を所管する。
- 建物は旧・墨俣町役場庁舎であり、墨俣町役場庁舎としては3代目である。1981年（昭和56年）12月14日に起工式を行い[1]、1982年（昭和57年）10月30日完成[1]。同年11月3日に竣工式を行っている[1]。竣工時の延床面積は3,234㎡であった。
- 墨俣町役場庁舎としては、水害時も行政機能が行えるよう、1階は会議室のみとし、2階に全ての組織、3階に議場を設置していた。これは2代目墨俣町役場（1935年完成。木造2階建。跡地は大垣市立墨俣小学校体育館）が1976年（昭和51年）の9.12水害で2階まで浸水したことから、これを教訓としたものである[1]。
- 建物の1階は大垣市墨俣さくら会館分館となっている[2]。

## 業務内容
大垣市の地域事務所は独自の課が設置されており、大垣市役所における課の業務一部を行っている。
- 地域政策課
- 市民福祉課　（大垣市役所の窓口サービス課・課税課、子育て支援課・社会福祉課・高齢介護課・社会福祉課・環境衛生課などの一部の業務を担当）
- 産業建設課　（大垣市役所の商工観光課・産業振興室・農林課・道路課・公園みどり課・水道課・下水道課などの一部の業務を担当）

## 交通アクセス
- 名阪近鉄バス岐垣線「墨俣」バス停より徒歩約5分。
  - 大垣駅（大垣駅前バスのりば）より「岐阜聖徳学園大学」行き。
- 名阪近鉄バス安八穂積線「大垣桜高校」バス停より徒歩約3分。
  - 穂積駅より「安八温泉」行き。
- 岐阜バスおぶさ墨俣線「墨俣」バス停より徒歩5分。
  - 岐阜駅（JR岐阜駅バスターミナル）、名鉄岐阜駅（名鉄岐阜のりば）より【W65】「墨俣」行き。